# Epipagis lygialis
Epipagis lygialis là một loài bướm đêm trong họ Crambidae.